# Авока (Пенсільванія)
Авока (англ. Avoca) — місто (англ. borough) в США, в окрузі Лузерн штату Пенсільванія. Населення — 2507 осіб (2020).

## Географія
Авока розташована за координатами 41°20′17″ пн. ш. 75°44′32″ зх. д. / 41.33806° пн. ш. 75.74222° зх. д. (41.338080, -75.742305).  За даними Бюро перепису населення США в 2010 році місто мало площу 2,67 км², уся площа — суходіл.

## Демографія
Згідно з переписом 2010 року, у селищі мешкала 2661 особа в 1126 домогосподарствах у складі 742 родин. Густота населення становила 996 осіб/км².  Було 1235 помешкань (462/км²).
Расовий склад населення:
| - 97,8 % — білих - 0,7 % — чорних або афроамериканців - 0,3 % — азіатів |

До двох чи більше рас належало 0,6 %. Частка іспаномовних становила 1,8 % від усіх жителів.
За віковим діапазоном населення розподілялося таким чином: 19,3 % — особи молодші 18 років, 62,8 % — особи у віці 18—64 років, 17,9 % — особи у віці 65 років та старші. Медіана віку мешканця становила 43,6 року. На 100 осіб жіночої статі у селищі припадало 100,2 чоловіків;  на 100 жінок у віці від 18 років та старших — 97,2 чоловіків також старших 18 років.
Середній дохід на одне домашнє господарство  становив 59 571 долар США (медіана — 51 500), а середній дохід на одну сім'ю — 70 199 доларів (медіана — 64 107). Медіана доходів становила 51 171 долар для чоловіків та 38 676 доларів для жінок. За межею бідності перебувало 9,8 % осіб, у тому числі 13,1 % дітей у віці до 18 років та 4,9 % осіб у віці 65 років та старших.
Цивільне працевлаштоване населення становило 1257 осіб. Основні галузі зайнятості: освіта, охорона здоров'я та соціальна допомога — 24,4 %, роздрібна торгівля — 14,3 %, виробництво — 11,5 %, науковці, спеціалісти, менеджери — 10,3 %.